# الحرب على غزة (2008–2009)
الهجوم على غزة أو بقعة الزيت اللاهب أو مجزرة غزة وتُعرف أيضاً باسم معركة الفرقان كما تطلق عليها المقاومة الفلسطينية أو الحرب على غزة أو عملية الرصاص المصبوب (بالعبرية: מבצע עופרת יצוקה مڤتسع عوفرت يتسوكه؛ حرفياً: عملية رصاص مسبوك/مُشكَّل بعد إذابته وصبه) كما يطلق عليها الجيش الإسرائيلي، هي عملية عسكرية ممتدة شنها الجيش الإسرائيلي على قطاع غزة في فلسطين من يوم 27 ديسمبر 2008 إلى 18 يناير 2009.
تأتي العملية بعد انتهاء تهدئة دامت ستة أشهر كان قد تم التوصل إليها بين حركة المقاومة الإسلامية (حماس) من جهة وإسرائيل من جهة أخرى برعاية مصرية في يونيو 2008 وخرق التهدئة من قبل الجانب الإسرائيلي وعدم التزامه باستحقاقاته من التهدئة من حيث رفع الحصار الذي يفرضه على القطاع وبالتالي عدم قبول حماس لتمديد التهدئة.
قبل انتهاء التهدئة في تاريخ 4 نوفمبر 2008 قامت إسرائيل، بخرق جديد لاتفاقية التهدئة، وذلك بتنفيذ غارة على قطاع غزة نتج عنها قتل ستة أعضاء مسلحين من حماس، ومنذ انتهاء التهدئة يوم الجمعة 19 ديسمبر 2008 قامت عناصر تابعة لحركتي حماس والجهاد الإسلامي في غزة بإطلاق أكثر من 130 صاروخاً وقذيفة هاون على مناطق في جنوب إسرائيل، بدأت العملية يوم السبت 27 ديسمبر 2008 في الساعة 11:30 صباحاً بالتوقيت المحلي، 9:30 صباحاً بتوقيت غرينيتش، وأسفرت عن مقتل 1417 فلسطينياً على الأقل (من بينهم 926 مدنياً و412 طفلاً و111 امرأة) وإصابة 4336 آخرين، إلى جانب مقتل 10 جنود إسرائيليين و3 مدنيين وإصابة 400 آخرين أغلبهم مدنيين أصيبوا بالهلع وليس إصابات جسدية حسب اعتراف الجيش الإسرائيلي لكن المقاومة أكّدت أنها قتلت قرابة 100 جندي خلال المعارك بغزة. وقد ازداد عدد شهداء غزة جرّاء العدوان الإسرائيلي على القطاع إلى 1328 شهيداً والجرحى إلى 5450 بعد أن تم انتشال 114 جثة لشهداء منذ إعلان إسرائيل وقف إطلاق النار.
أعلنت الحكومة الإسرائيلية أن العملية «قد تستغرق وقتاً ولن تتوقف حتى تحقق أهدافها بإنهاء إطلاق الصواريخ من غزة على جنوب إسرائيل»، فيما أعلنت حماس نيتها «متابعة القتال إلى أن توقف إسرائيل هجماتها وتنهي الحصار المفروض على القطاع».
كان اليوم الأول من الهجوم اليوم الأكثر دموية من حيث عدد الضحايا الفلسطينيين في يوم واحد بالحرب؛ إذ تسبب القصف الجوي الإسرائيلي في مقتل أكثر من 200 فلسطينياً وجرح أكثر من 700 آخرين، مما أدى إلى تسمية أحداث اليوم الدامية بـمجزرة السبت الأسود في وسائل الإعلام.

## الأوضاع قبل بدء العمليات العسكرية

### خرق التهدئة

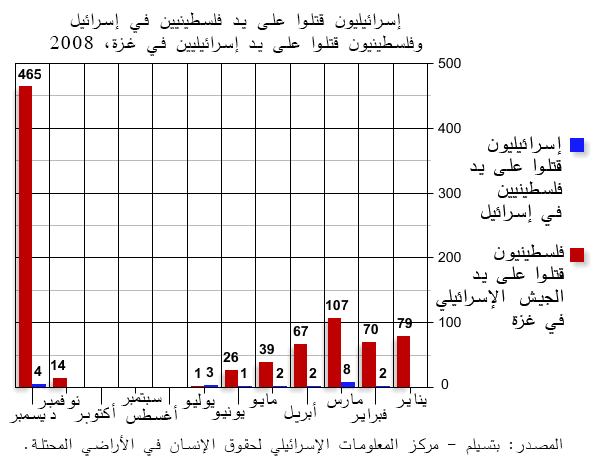
قتلى الفلسطينيين من طرف إسرائيل وقتلى الإسرائيليين من طرف فلسطين

خلال فترة التهدئة قامت إسرائيل بتنفيذ 162 خرق للتهدئة، كان أشدها وأشهرها الخرق المنفذ في تاريخ 4 نوفمبر 2008 حيث قامت بتنفيذ غارة أدت إلى مقتل ستة أعضاء من مسلحي حماس. كما اعتبرت حماس أن إسرائيل لم توف باستحقاقات التهدئة المتوجبة عليها من حيث إنهاء الحصار المفروض على قطاع غزة
بعد هجوم 4 نوفمبر تصاعدت التوترات حيث ردت حماس بإطلاق صواريخ محلية الصنع على مناطق جنوب إسرائيل، ولم تهدأ الضربات المتبادلة في الفترة التالية، وقبل انتهاء اتفاق التهدئة مع الفصائل الفلسطينية في 19 ديسمبر 2008، نشرت سرايا القدس الجناح العسكري لحركة الجهاد الإسلامي جرداً للخروقات الإسرائيلية للتهدئة، وقالت إنها بلغت 195 خرقاً في القطاع، تراوحت ما بين قتل 22 فلسطينيا بينهم مدنيين وإصابة 62 من بينهم تسعة من الصيادين والمزارعين واعتقال 38 شخصاً. أما في الضفة الغربية وصل عدد الخروقات الإسرائيلية –حسب ما نشرته سرايا القدس- أكثر من 1260 خرقاً، حيث تم قتل 21 من النشطاء والمدنيين وأصيب 245 فلسطينياً أغلبهم أصيبوا خلال مظاهرات ضد جدار الفصل، في حين اعتقلت قوات الاحتلال 1111 فلسطينياً.
من جهتها أكدت مؤسسة التضامن الدولي لحقوق الإنسان الأهلية بنابلس في تقرير نشرته يوم 20 ديسمبر 2008، أن القوات الإسرائيلية قتلت أكثر من 50 فلسطينياً في الضفة والقطاع خلال فترة التهدئة، وأوضحت أن إسرائيل قامت بانتهاكات عديدة للاتفاق منها اعتقال 1586 مواطناً فلسطينياً معظمهم من مدن الضفة، كما هدمت أكثر من 60 منزلاً ومنشأةً وخيمة اعتصام لمواطنين فلسطينيين معظمها في مدن الضفة. كما رصدت المؤسسة أيضا الاعتداءات المتكررة على الصحفيين الفلسطينيين ومصادرة الأراضي وتصاعد وتيرة الاستيطان وإقامة الحواجز العسكرية وتقطيع المدن وغيرها من الممارسات التي اعتبرتها انتهاكات منافية لمواثيق حقوق الإنسان.

### تحرك إسرائيلي للحصول على الموافقة الدولية لبدء العملية

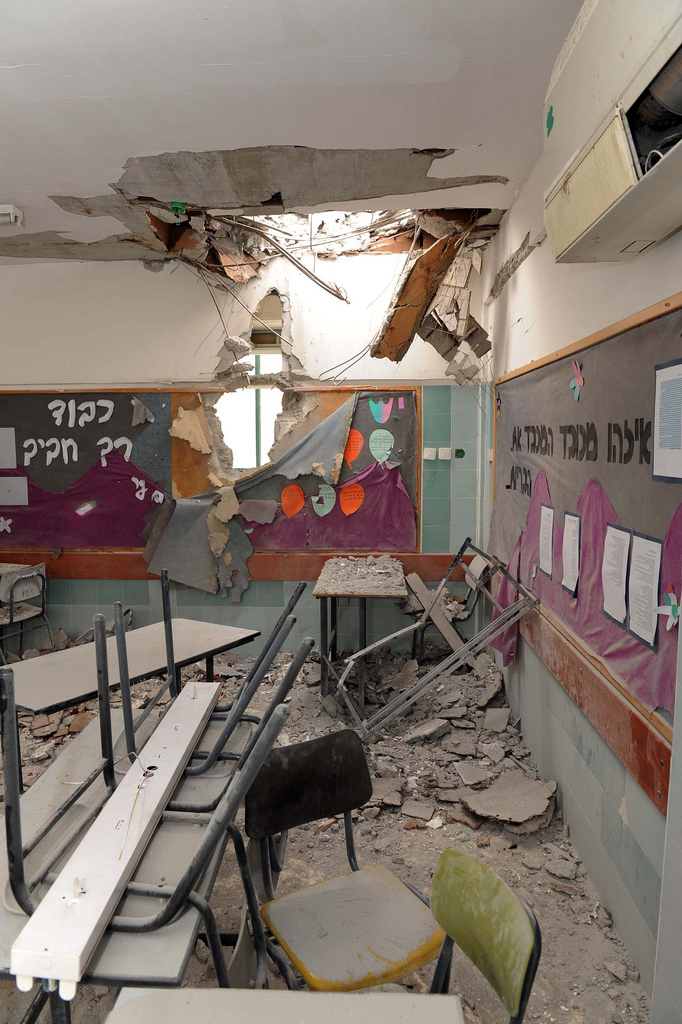
آثار الدمار في روضة للأطفال جنوب إسرائيل أصابها صاروخ فلسطيني أطلق من قطاع غزة.

مع استمرار إطلاق الفصائل الفلسطينية للصواريخ قامت إسرائيل بتوزيع رسالة على أعضاء مجلس الأمن الدولي يوم 23 ديسمبر 2008 تشير فيها إلى حقها في الدفاع عن نفسها وفقاً للمادة 51 من ميثاق الأمم المتحدة لمواجهة الصواريخ التي تطلق عليها من القطاع، وذكرت صحيفة يديعوت أحرونوت في عددها الصادر في 26 ديسمبر 2008 بأن وزيرة الخارجية الإسرائيلية تسيبي ليفني قامت بالتحدث مع قادة وممثلين عن الاتحاد الأوروبي والأمم المتحدة وحتى بعض الدول العربية، لشرح موقف إسرائيل من العملية التي ينوي تنفيذها وللحصول على موافقتهم على البدء بالهجوم. على الرغم من أن ليفني قد نفت أن تكون أخذت إذناً أو أبلغت مسبقاً أية دولة عربية بما فيها الحكومة المصرية بنيتها مهاجمة غزة.
كما يذكر أن هذه المجزرة قد جاءت بعد زيارة وزيرة الخارجية الإسرائيلية ليفني لمصر قبل المجزرة بأقل من 48 ساعة معلنة من القاهرة أن «إسرائيل لن تسمح بعد الآن باستمرار سيطرة حماس على غزة وستغير الوضع».
وجهت العديد من الاتهامات إلى المسؤولين المصريين والنظام المصري «بالتواطؤ» مع إسرائيل في التخطيط للعملية. حيث اتهم النائب المعارض حسين إبراهيم الحكومة المصرية يوم 27 ديسمبر خلال جلسة برلمانية «بالتآمر مع إسرائيل على ضرب غزة».

### تضليل حماس
أشار المركز الفلسطيني للدراسات الإسرائيلية إلى أن إسرائيل تعمدت خداع حماس قامت إسرائيل بفتح المعابر وأدخلت 428.000 لتراً من الغاز الصناعي ونحو 75 طناً من غاز الطبخ بالإضافة إلى 105 شاحنة إغاثة قبل يوم واحد من العملية.
أعلنت إسرائيل يوم الجمعة 26 ديسمبر 2008 عن مهلة 48 ساعة لوقف إطلاق الصواريخ، مهددة حماس بعملية عسكرية واسعة في حال عدم الاستجابة، وجاءت هذه العملية خلال أقل من 24 ساعة من منح مهلة ال48 ساعة.
نشرة موقع قناة العربية مقالة بعنوان «سلسلة من عمليات التضليل والخداع ساعدت إسرائيل على مباغتة حماس» تحدثت فيه عن قيام إسرائيل بعدد من عمليات التضليل والخداع لضرب حماس على حين غِرة لإيقاع أكبر عدد من الإصابات، منها تنفيذ العملية يوم السبت يوم الراحة عند اليهود بالإضافة يوم الجمعة نفسه حرص مكتب رئيس الوزراء على إبلاغ الصحافيين بأن الحكومة ستجتمع الأحد «لمناقشة» عملية مكثفة محتملة على غزة. وقد عزز ذلك التكهنات بعدم الإقدام على أي تحرك قبل الأحد.

## بدء الهجوم الجوي الإسرائيلي على قطاع غزة
بدأ الهجوم الجوي يوم السبت 27 ديسمبر 2008 باستعمال الطائرات الحربية. تم مع نهاية هذا الهجوم استعمال ما لا يقل عن 80 طائرة حربية.

### استهداف المقار الأمنية

مجموعة مصابة من أفراد الشرطة جراء القصف

استهدفت العملية العسكرية كل المقار الأمنية في قطاع غزة والمقار التابعة لحركة حماس وأدّى القصف إلى استشهاد أكثر من مائة من قوات الشرطة والأمن الفلسطينية وعلى رأسهم اللواء توفيق جبر مدير شرطة غزة والعقيد إسماعيل الجعبري مسؤول الأمن والحماية في قطاع غزة ومحافظ الوسطى أبو أحمد عاشور، فيما ارتفعت حصيلة الشهداء إلى أكثر من 420 وأكثر من 2000 جريح كثير منهم من أفراد الشرطة الفلسطينية.

### استهداف المواقع المدنية والمدنيين
استهدفت الغارات الجوية العديد من المقار والأهداف المدنية:
- استهداف المدنيين: كانت حصيلة قتلى هذه العملية ما لا يقل عن 1200 شهيد توزعوا كالتالي: 437 طفل أعمارهم أقل من 16 عاماً، و110 من النساء، و123 من كبار السن، و14 من الطواقم الطبية، و4 صحفيين.[65]

جانب من قصف الطائرات الإسرائيلية لقطاع غزة

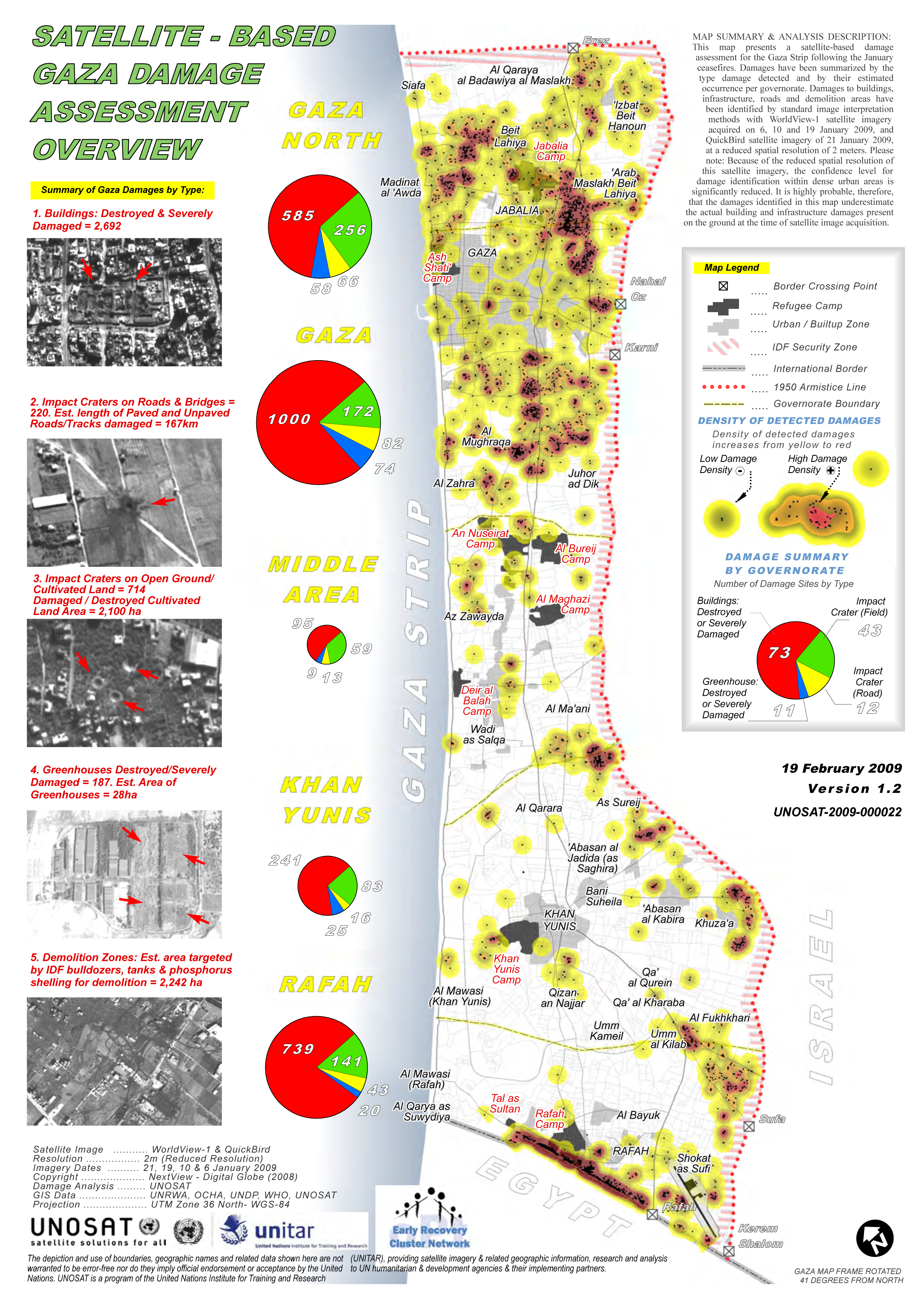
خريطة للأمم المتحدة توضح كثافة التدمير في قطاع غزة

- استهداف الأطفال: ذهب ضحية استهداف مسجد عماد عقل خمسة شقيقات فلسطينيات تتراوح أعمارهم بين الرابعة والسابعة عشر، أسماء الشقيقات هي جواهر ودينا وسمر وإكرام وتحرير واسم أبأهم هو أنور بعلوشة.[66] كما وأسفرت غارات يوم 29 ديسمبر 2008 فقط عن وقوع ثمانية قتلى أطفال.[67] كما تم انتشال جثة لأحد الأطفال كان يحمل على ظهره حقيبته المدرسية غطتها كتلة إسمنتية ضخمة على مدخل مقر مجمع الإيرادات العامة التابعة لوزارة المالية.[68] تم قتل 32 طفلاً فلسطينياً في خلال الساعات الثمانية والأربعون الأولى من هذا الهجوم.[69] أما محصلة الأطفال الذين تم استشهادهم في هذه العملية فكانوا 437 تحت سن السادسة عشر.[65]
- استهداف المنازل: استهدفت الكثير من المنازل في القطاع خلال عمليات القصف الجوية مما تسبب بإصابات وقتلى وأضرار جسيمة بالمنازل وتشتيت قاطنيها.[68] كما استهدفت الطائرات الإسرائيلية منزلا في بيت لاهيا شمالي قطاع غزة ما أدى إلى مقتل فلسطيني بداخله وجرح ثلاثة آخرين.[67]
- استهداف المساجد: تم استهداف الكثير من المساجد مما أدى إلى انهيار عدة منازل ملاصقة لهذه المساجد. ومنها مسجد أبو بكر ومسجد عماد عقل في جباليا ومسجد العباس في الرمال ومسجد السرايا على شارع عمر المختار في مدينة غزة ومسجد الشيخ زايد بن سلطان آل نهيان بالقرب من الكتيبة ومسجد الخلفاء الراشدين شمال غزة ومسجد النور المحمدي ومسجد النور والهداية ومسجد التقوى ومسجد الشفاء بجوار مجمع الشفاء الطبي أكبر مجمع للمستشفيات بالقطاع والكثير من المساجد.[66]
- استهداف المدارس وتلك التابعة للأونروا: ومنها مدرسة الفاخورة في جباليا شمال غزة التي تم استهدافها في 6 يناير 2009 بقنابل الفسفور الأبيض الحارقة مما أدى إلى استشهاد 41 مدنيا وإصابة العديد بجروح وحروق ويذكر أن المدارس استخدمت كملاجئ للهاربين بحياتهم من القصف وتدمير بيوتهم رغم أن الأونروا كانت قد سلّمت للجيش الإسرائيلي إحداثيات المدارس في القطاع لتجنب قصفها إلا أن الجيش الإسرائيلي برّر ذلك بوجود مسلحين فيها الأمر الذي نفته الأونروا بشكل قاطع.
- استهداف الجامعات: بعد منتصف ليل الإثنين 29 ديسمبر قام الطيران الإسرائيلي بقصف مباني الجامعة الإسلامية في غزة ست غارات جوية، وتحديدا مباني المختبرات العلمية والهندسية بالجامعة حيث ادّعت إسرائيل أنها تُستخدم لصناعة وتطوير الأسلحة والصواريخ وقد وصفت البي بي سي الجامعة بأنها «الرمز الثقافي لحماس» إلا أنها كانت قد أُخليت قبل الهجوم بأيّام.[70]

كما تعرض -في نفس اليوم- مقر أكاديمية فلسطين للعلوم الأمنية بمدينة غزة -أحد مؤسسات التعليم العالي- للتدمير الكامل بعد استهدافه بغارتين منفصلتين وسقوط ستة صواريخ على الأقل من الطائرات الحربية الإسرائيلية على ذات المقر.
بلغ عدد ضحايا الهجوم بحسب جريدة الغد الأردنية وقناة الجزيرة حتى مساء يوم 29 ديسمبر 2008 350 قتيلاً و1650 جريح.
- استهداف المستشفيات والمقار الصحية: تم خلال هذا الهجوم استهداف العديد من المؤسسات الصحية من أهمها مستشفى القدس التابع للهلال الأحمر الفلسطيني الذي اندلعت فيه النيران في يوم 15 يناير 2008 بعد أن تم استهدافه من قبل قذيفة إسرائيلية، حيث هرع مئات المصابين من المستشفى إلى خارجه.[72] كما حذر مسؤول من الأمم المتحدة من أن القطاع الصحي في القطاع على وشك الانهيار التام مؤكداً أنه سيواجه أزمة إنسانية إذا لم يتم التوصل إلى وقف إطلاق قريب. إضافة إلى هذا استهدفت غارة إسرائيلية مقر الهلال الأحمر الفلسطيني.[73]

كما قال رئيس مكتب منظمة الصحة العالمية في غزة أن 16 منشأة صحية بينها مستشفيات ومراكز صحية دمرت بواسطة الطائرات الإسرائيلية منذ بدأ الهجوم على القطاع.
كما قتل 13 من العاملين في الحقل الطبي وأصيت 22 بجروح وكما تم تدمير 16 سيارة إسعاف.
- استهداف المقر الرئيسي للأونروا في الشرق الأوسط: ومكانه في غزة بالقرب من الجامعة الإسلامية حيث استهدفت قذائف الدبابات مخازن المساعدات الغذائية وغيرها التابعة للامم المتحدة المخصصة للأهالي الهاربين من الحرب حيث اندلعت فيها النيران لفترة طويلة واعتذرت إسرائيل عن العمل ولكنها ما لبثت أن كرّرت القصف لنفس المنطقة مرة أخرى.

## الاجتياح الأرضي الإسرائيليلقطاع غزة

### ما قبل الاجتياح
ذكرت وسائل الأعلام عن دعوة إسرائيل آلاف من جنود الاحتياط بعد أن توعدت بشن عملية برية على قطاع غزة.، قال إيهود باراك وزير الدفاع الإسرائيلي للصحافيين قبل الاجتماع الأسبوعي للحكومة في القدس إن الجيش الإسرائيلي «سيوسع ويعمق عملياته في غزة بالقدر الضروري». وأعرب عن ارتياحه لنتائج العمليات الإسرائيلية في غزة، مشيرا في الوقت نفسه إلى أن المهمة ستكون صعبة. وقال «علينا أن ندرك أن الأمر لن يكون سريعا ولن يكون سهلا، لكن علينا التحلي بالتصميم».

### الاجتياح
في الساعة التاسعة من ليل يوم 3 يناير 2009 بدأ الهجوم البري الموعود بأعداد كبيرة من الجنود الإسرائيليين. بدأ الاجتياح البري العسكري الإسرائيلي على القطاع، وذلك بقرار من المجلس الوزاري الإسرائيلي المصغر خلال جلسة سرية عقدها بمشاركة قوات من أسلحة المشاة والمدفعية والهندسة ووحدات خاصة. بوارج ودبابات ومدفعية شاركت الطيران في إغراق القطاع بالصواريخ والقذائف، ارتكب من خلالها الجيش الإسرائيلي مجازر إحداها في مسجد إبراهيم المقادمة أوقعت 16 قتيلا بينهم 4 أطفال و60 جريحاً، كما استدعى الجيش آلافاً من جنود الاحتياط للمشاركة في العملية معلناً أن الغزو سيستمر أياماً.

## استعمال الأسلحة المحرمة دولياً
اتهمت تقارير صحفية وخبراء أوروبيون لقاء في برنامج لأحمد منصور على الجزيرة وحقوقيون وأطباء وأصحاب منازل مدمرة بأن إسرائيل تستعمل أسلحة محرمة دولياً في عدوانها على غزة، حيث حملت أجساد بعض الضحايا آثار التعرض لمادة اليورانيوم المخفف بنسب معينة (حيث يتم القول بأنه اليورانيوم المنضب والجدير بالذكر بأنه تم البحث عن اليورانيوم المنضب في حرب لبنان 2006 وقد عُثِر على يورانيوم في التربة هناك بينما كان البحث يجري عن «المنضب منه» وليس عن اليورنيوم غير المنضب الذي يحترق بدرجة حرارة 5000 مئوية المادة المحرم استخدامها دولياً.
وقد اتهمت منظمة «هيومن رايتس ووتش» إسرائيل باستخدام الأسلحة الفسفورية والتي تصيب بحروق مؤلمة وقاتلة ومن الصعب الابتعاد عنها.
وقد نشر موقع تيمزاونلين البريطاني صورة في تاريخ 8 يناير 2009 صورة لجندي إسرائيلي يقوم بتوزيع قنابل تحمل الرمز "M825A1" وحسب أدعاء الصحيفة أن هذا الرمز يعني قنابل أمريكية من الفسفور الأبيض. الرمز السابق كما هوا مذكور في موقع حكومي أمريكي يرمز للفسفور الأبيض المستخدم في التسليح

### قائمة الاسلحة التي استخدمتها إسرائيل في حرب غزة
- طائرات الاباتشي
- طائرات إف-16 وطائرات إف-15 إيغل
- الأسلحة الفسفورية
- دبابة الميركافا وناقلات الجند
- البوارج الحربية
- البرمائيات
- طائرات الاستطلاع

## ردود الأفعال

### ردود فعل المقاومة

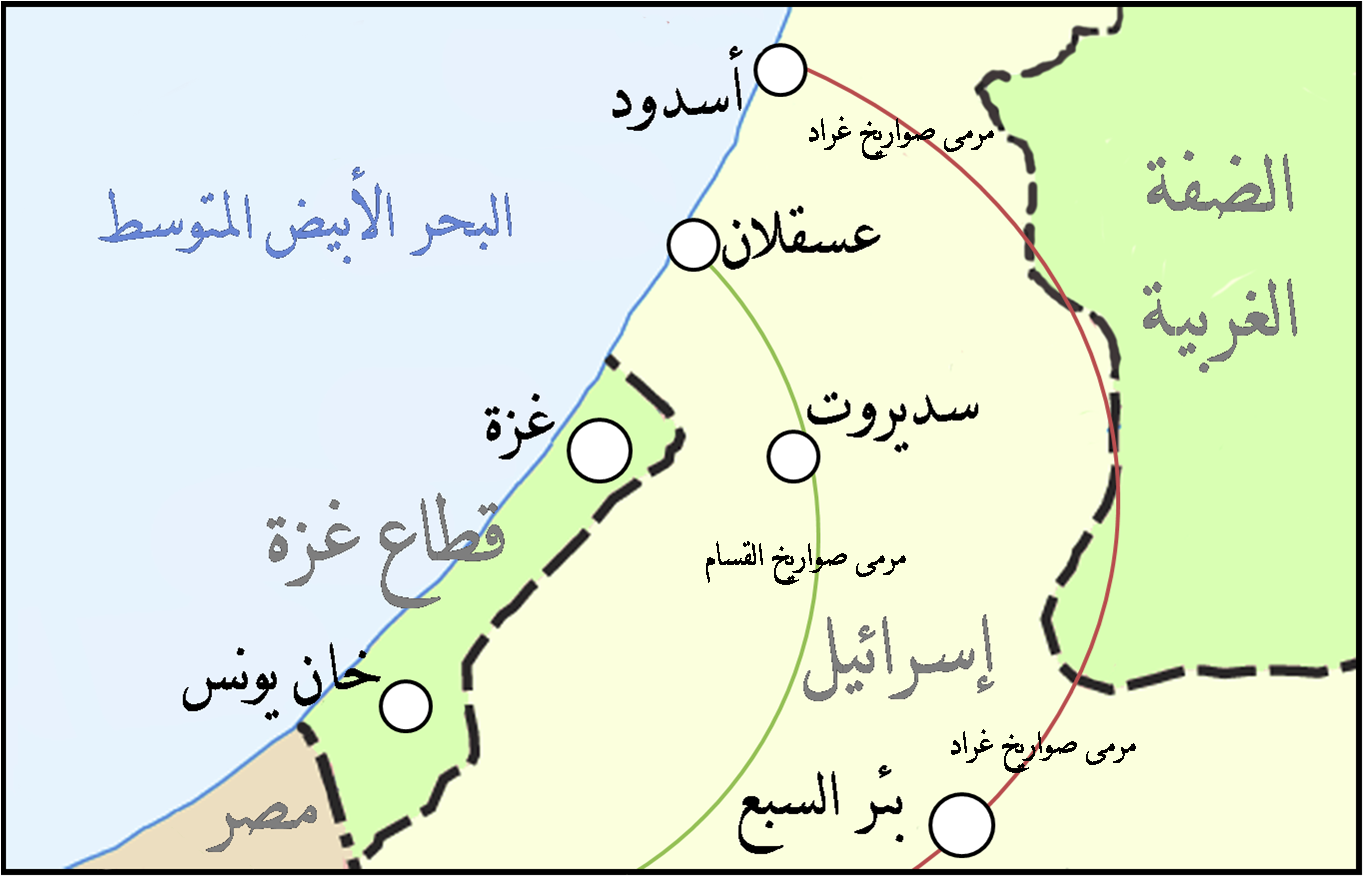
مناطق رماية صواريخ القسام وغراد

قامت فصائل المقاومة بعدة عمليات أهمها استهداف مواقع إسرائيلية بواسطة صواريخ قصيرة المدى وصواريخ الغراد متوسطة المدى هذه المواقع هي:
| الهدف                                        | صاروخ قسام | صاروخ غراد | قذيقة هاون |
| -------------------------------------------- | ---------- | ---------- | ---------- |
| قاعدة بلماخيم للدفاع الجوي                   |            | 2          |            |
| قاعدة تل نوف الجوية                          |            | 1          |            |
| المجدل                                       | 26         | 47         |            |
| أسدود                                        |            | 36         |            |
| بئر السبع                                    |            | 23         |            |
| كريات غات                                    |            | 3          |            |
| قاعدة حتسريم الجوية                          |            | 16         |            |
| مستوطنة سديروت                               | 88         |            |            |
| مستوطنة العين الثالثة                        | 9          |            | 12         |
| مستوطنة مفتاحيم                              | 13         |            |            |
| موقع الدفعية الإسرائيلية شرق البريج والمغازي | 9          |            | 9          |
| كيبوتس بئيري                                 | 6          |            |            |
| مستوطنة تلمي يوسف                            | 3          |            |            |
| مستوطنة نير عوز                              | 4          |            |            |
| مستوطنة عامي عوز                             | 2          |            |            |
| خانيونس                                      | 2          |            |            |
| مستوطنة مجين                                 | 4          |            |            |
| مستوطنة الياهو                               | 1          |            |            |
| كرم أبو سالم                                 | 3          |            | 2          |
| ناحال عوز                                    | 10         |            | 10         |
| إسناد صوفا                                   | 6          |            |            |
| قاعدة تسليم البرية                           |            | 6          |            |
| مستوطنة نتيفوت                               | 31         | 15         |            |
| أشكول                                        | 9          | 3          |            |
| ملكة                                         | 8          |            | 5          |
| مستوطنة كفار عزة                             | 2          |            | 3          |
| موقع الإرسال                                 | 2          |            |            |
| قاعدة حتسور الجوية                           |            | 3          |            |
| مستوطنة أوفكيم                               |            | 20         |            |
| مستوطنة كريات ملاخي                          |            | 2          |            |
| مستوطنة نير إسحاق                            | 15         |            |            |
| مستوطنة زيكيم                                | 10         |            |            |

## تسلسل زمني لأهم الأحداث فيقطاع غزةكنتيجة للهجوم
بدأت أحداث الهجوم على غزة في 27 ديسمبر 2008 تمت الهجمات الإسرائيلية بالصواريخ والطائرات ثم في اليوم الثامن من الاجتياح بدأت القوات البرية بالتقدم داخل غزة، بعد ذلك بدأ التحركات الدولية والعربية والإقليمية، حتى بداية الأسبوع الرابع من الهجوم حيث أعلن ايهود أولمرت عن إيقاف إطلاق النار من جانب واحد دون الانسحاب من غزة، تلاه في اليوم التالي إعلان الفصائل الفلسطينية هدنة لمدة أسبوع، كمهلة لانسحاب الجيش الإسرائيلي من غزة.ولم يكن هناك أي إطلاق للنار من الجانبين حتى 27 يناير واستأنفت حماس تهريب الأسلحة من الإنفاق، وبدأت المساعدات العربية بالتدفق إلى غزة حيث غادر طاقم طبي متكامل من القوات المسلحة الأردنية إلى غزة لإجراء العمليات الجراحية هناك وتزايدت المطالب الدولية بفتح المعابر بشكل دائم لإدخال المساعدات إلى غزة والاسمنت.

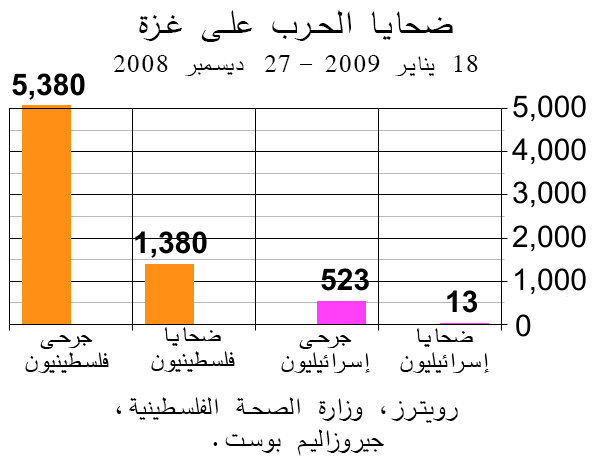

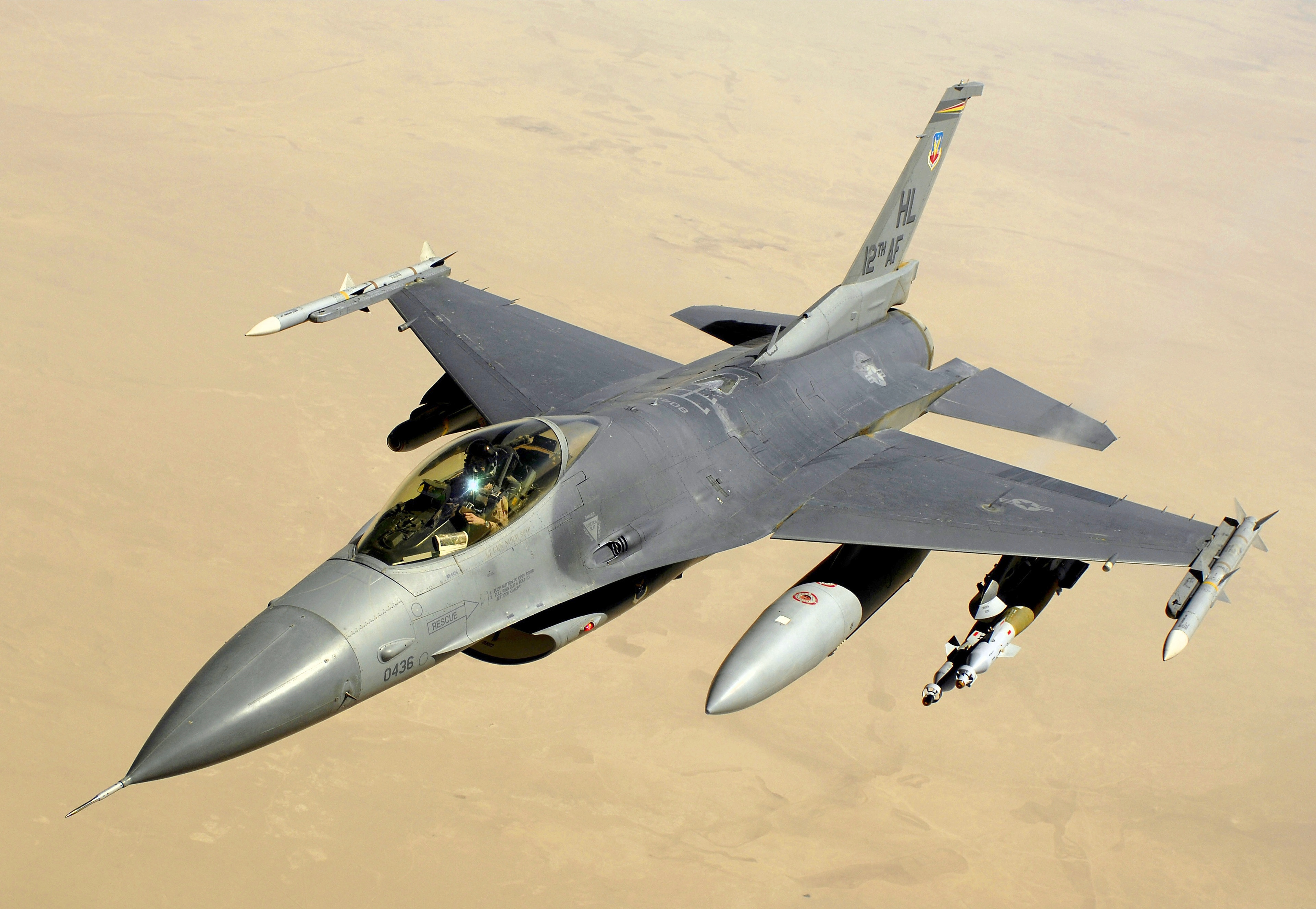
صورة لـ الطائرة المقاتلة إف-16

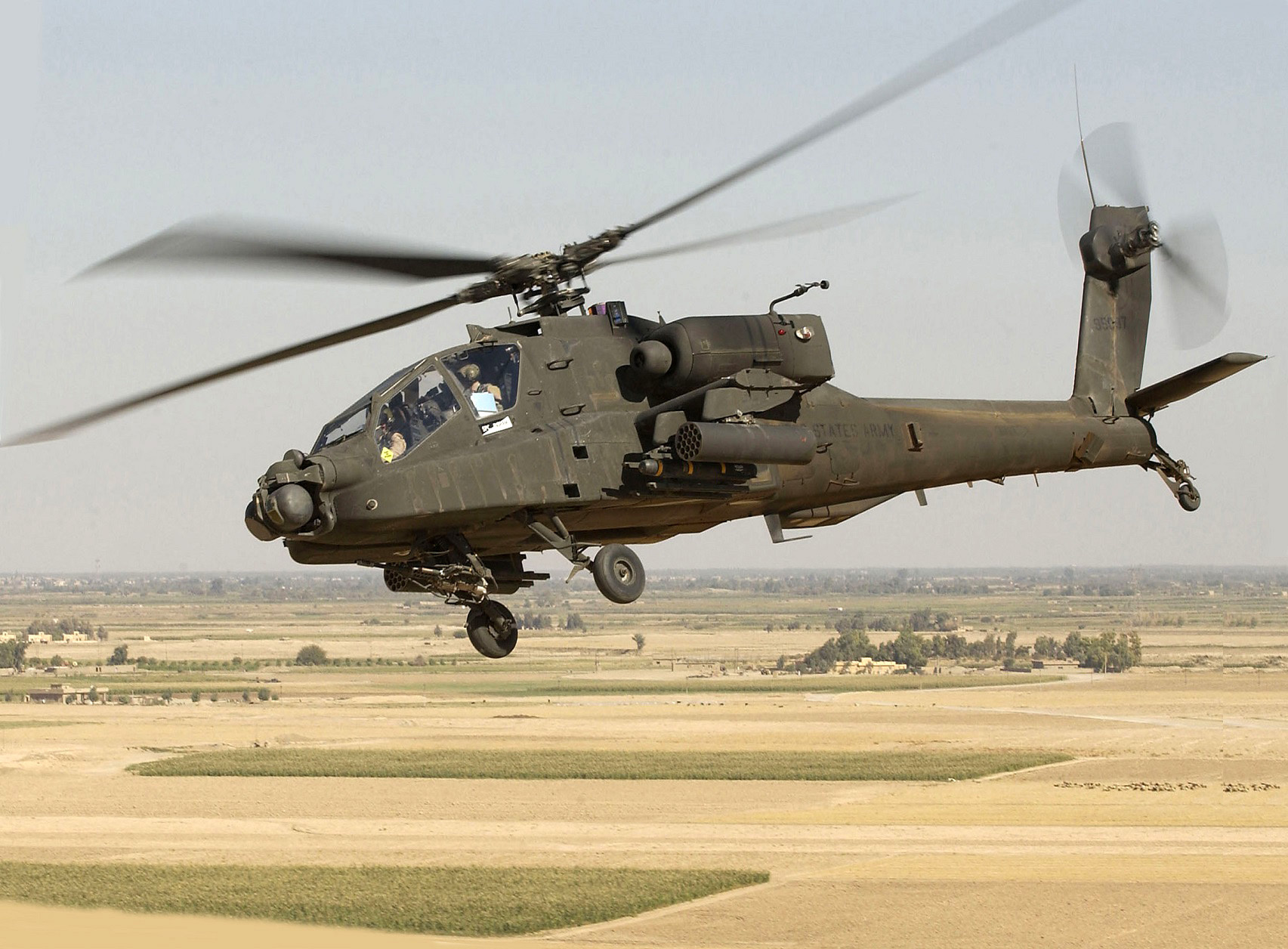
صورة لـ الطائرة المروحية أباتشي

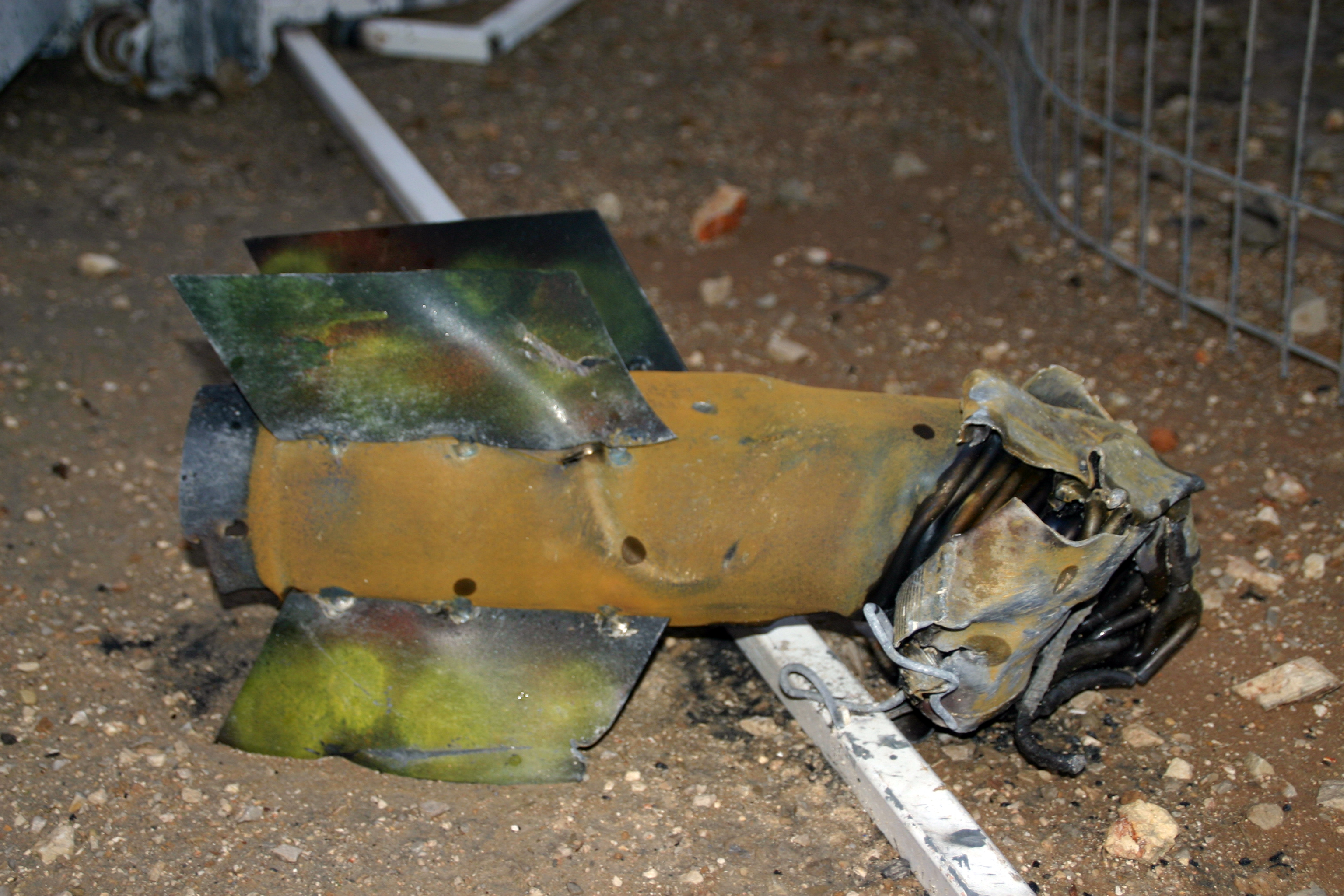
إحدى صواريخ القسام بعد سقوطها

### رد الفعل الفلسطيني
قال إسماعيل هنية رئيس الحكومة الفلسطينية العاشرة في كلمة ألقاها على قناة الأقصى الفضائية بعد القصف: أن حماس لن ترفع الراية البيضاء وسيصمد الفلسطينيون ولن يتنازلوا عن أي حق من الحقوق الفلسطينية ولو أبيد كامل الشعب الفلسطيني، فيما قالت كتائب القسام الجناح العسكري لحركة حماس أنها ليس لديها الوقت للتهديد لكن الرد ما سيرون لا ما يقولون. كما أطلقت القيادة السياسية لحركة حماس العنان للجهاز العسكري للرد بكل قوته وفي كل اتجاه نحو الاحتلال وطلب خالد مشعل وإسماعيل هنية من كتائب القسام وفصائل المقاومة الفلسطينية بالرد على إسرائيل بكل ما أوتوا من قوة، كما طالب خالد مشعل الشعب الفلسطيني لإنتفاضة ثالثة ضد الاحتلال.
قد ردت المقاومة الفلسطينية على المجزرة بقصف المستوطنات بعشرات الصواريخ محلية الصنع. كما سقط صاروخين علي مستوطنة «غاف يافني» الواقعة على مشارف بلدة أشدود، وهي أبعد نقطة تصل إليها الصواريخ الفلسطينية كما سُمعت صفارات الإنذار في مدينة أشدود، وأعلنت كتائب القسام مسؤوليتها عن إطلاق صاروخين من طراز غراد صوب أشدود، كما تبنت ألوية الناصر صلاح الدين عملية إطلاق ثلاثة صواريخ من طراز ناصر ثلاثة على موقع «زيكيم العسكري» وبلدة سديروت شمال القطاع ردا على المجزرة.

### ردود الفعل العالمية

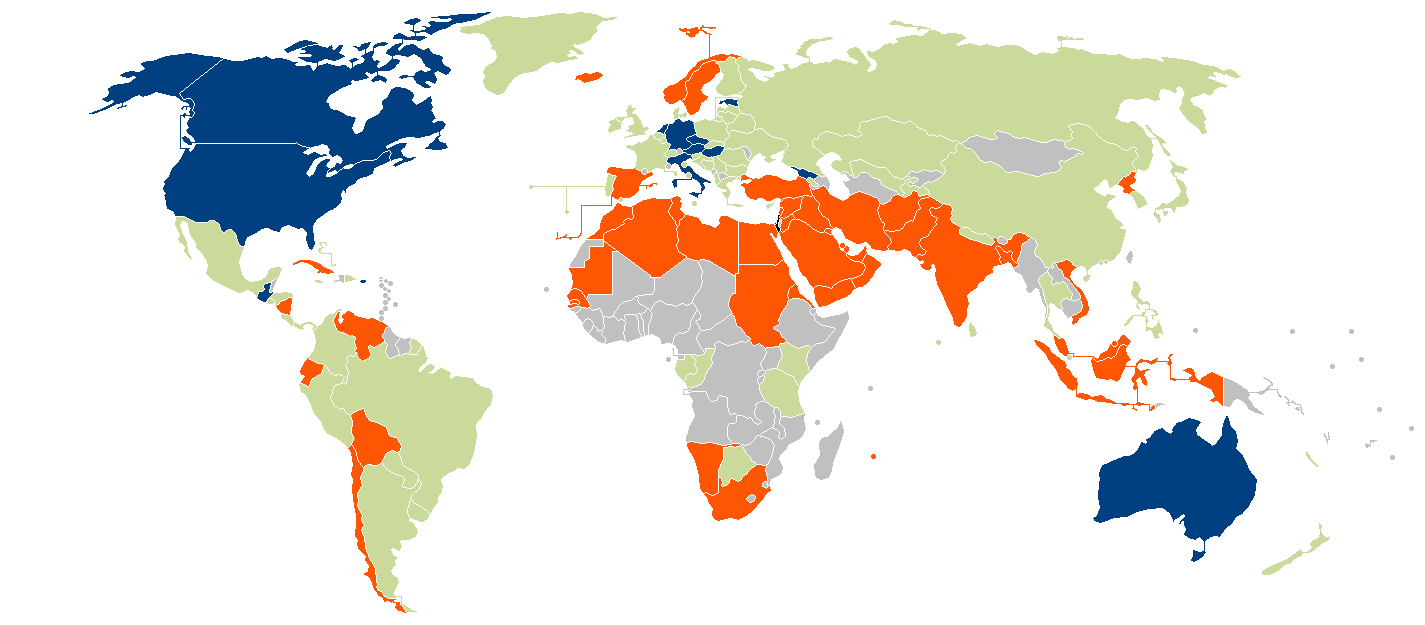
إسرائيل وغزة
الدول التي أيدت الموقف الإسرائيلي، أو أدانت حركة حماس فقط.
دول أدانت الموقف الإسرائيلي.
الدول المحايدة والتي دعت إلى وقف أعمال العنف من الجانبين.
الدول التي لم يصدر عنها مواقف رسمية إزاء الأوضاع في غزة حتى الآن.

صدرت العديد من ردود الفعل على هذا الهجوم، تفاوتت ردود الفعل هذه من مدين لإسرائيل إلى مدين لحماس إلى مدين لكلا الجانبين.
أخذت ردود الفعل هذه عدة أشكال فمنها كان على مستوى الدول والحكومات ومنها على مستوى المؤسسات والمنظمات الدولية ومنها على مستوى ردود فعل أشخاص مشهورين ومنها على مستوى ردود فعل شعبية من خلال الاعتصامات التي جاءت في أحيان كثيرة على عكس ردود فعل دولها.

#### الموقف المصري
قام وزير الخارجية المصري السابق أحمد أبو الغيط بِلَوم حماس وكما قام بتحميلها مسؤولية ما يحدث في غزة، حيث قال في تصريح له لوكالات الأنباء «قامت مصر بتحذير حماس منذ فترة طويلة بأن إسرائيل ستقوم بالرد بهذا الأسلوب» كما أضاف قائلاً: «فليتحمل اللوم هؤلاء الذين لم يولوا هذا التنبيه أهمية» قاصداً حماس.
في نفس الوقت قال المتحدث باسم حماس فوزي برهوم إن هذه الغارات مجزرة في حق الشعب الفلسطيني وقال إن مصر أبلغت الحركة قبل يومين بأنه لن يكون هناك هجوم إسرائيلي على غزة، في حادثة غير مسبوقة قامت قوات الجيش المصري بفتح النار على الفلسطينيين عند محاولتهم اجتياز الحدود المصرية يوم الأحد 28 ديسمبر للبحث عن مكان آمن وأصابت عشرة فلسطينيين وتم نقلهم لتلقي العلاج داخل غزة كما قتل فلسطيني والضابط المصري الرائد ياسر فريج 36 سنة. فيما تواصل التعريض بالموقف الرسمي المصري وحشره بالزاوية في ثاني أيام الهجوم، حيث كذّب المتحدث باسم حماس سامي أبو زهري عبر الفضائية السورية ما قاله وزير الخارجية عن فتح معبر رفح أمام الفلسطينيين بعد المجزرة.
اعتبر فوزي برهوم الناطق باسم حماس أن الغارات الإسرائيلية تأتي بعد أن ذهبت ليفني إلى القاهرة والتقت بحسني مبارك ثم هددت وتوعدت بإسقاط حكومة حماس.
من جانباً آخر، قامت الحكومة المصرية -متمثلة في الحزب الوطني وبعض الوزارات- بإرسال مساعدات فورية إلى داخل القطاع عن طريق معبر رفح الحدودي. أيضاً، احتشدت الجمع وتحركت المظاهرات الشعبية المنندة بالعدوان، وقاموا بحرق العلم الإسرائيلي. كما وصل الأمر إلى مجلس الشعب المصري وطالب نواب بطرد السفير الإسرائيلي من القاهرة.
بينما رفض الرئيس المصري حسني مبارك فتح معبر رفح حَمّل حماس مسؤولية العدوان
الضابط المصري القتيل: حظي مقتل الضابط المصري بتغطية إعلامية كبيرة من قبل الإعلام المصري ووصف بالقتيل البطل وأُقيمت له جنازة حضرها مندوبين عن رئاسة الوزراء والدفاع والمحافظ حضر بشخصه في جنازة عسكرية حضرها أكثر من 20 ألف شخص. كما قامت المحافظة بتسمية مدرسة وشارع باسمه  في نفس السياق أصدر الرئيس عباس مرسوماً باعتبار الرائد ياسر فريج شهيداً فلسطينياٌ وعائلتة ستحصل على مخصصات أُسر الشهداء الفلسطينيين المالية ، بينما أصدرت جبهة علماء الأزهر - جمعية لا تعترف بها الحكومة المصرية ولا تمثل الأزهر - بيانا حول الحادث واعتبرت الضابط المصري ليس شهيدا وقالت «إلى الضابط المصري البائس الذي ذهب في حظِّ سايكس بيكو وطاعة غير الله لقد آلمنا أن يذهب مثلُكَ في طاعة غير الله بعد أن رفعت سلاحك في وجه شقيقك الفلسطيني الذي آوى إليك فرارا مما يلقى من عدوك وعدوه....»، في الماضي قٌتل 4 من حرس الحدود المصريين برصاص إسرائيلي على الحدود وورد الخبر في البي بي سي. كما أصيب شرطيان مصريّان أثناء القصف الإسرائيلي لمدينة رفح يوم 11 يناير
الخلاف حول فتح معبر رفح: أعلن الرئيس المصري حسني مبارك بتاريخ 3 محرم 1430 الموافق 31 ديسمبر 2008 بأنه لن يفتح معبر رفح دون حضور السلطة الفلسطينية ومراقبين أوروبيين وقد حمّل أيضا حركة المقاومة الإسلامية (حماس) المسؤولية عن هذا الهجوم الإسرائيلي وقد جاء موجّها كلامة لقادة حماس: «لقد حذرناكم مرارا من أن رفض تمديد التهدئة سيدفع إسرائيل للهجوم على غزة، وأكدنا لكم أن إعاقة الجهد المصري لتمديد التهدئة هي دعوة مفتوحة لإسرائيل لهذا الهجوم» وأضاف مُصرّحا في خطابه الذي نقله الإعلام المصري «بذلت جهودا مضنية على مدار الأشهر الستة الماضية لتثبيت التهدئة في غزة وسعيت دون كلل لتمديدها». وفي نفس الوقت طالب إسرائيل بوقف «عدوانها الوحشي» على غزة بشكل فوري. وكانت مصر قد سمحت يوم 27 ديسمبر بدخول المساعدات إلى غزة خلال معبر رفح، كما سُمح للجرحى والمصابين بدخول مصر لتلقي العلاج. وأكد الرئيس مبارك في يوم 2 يناير 2009 أن معبر رفح مفتوح في الاتجاهين لاستقبال الجرحى والحالات الإنسانية ونقل المساعدات، كما أكد على التزام مصر باتفاقية فتح المعبر بالرغم أن مصر ليست طرفا فيها -والتي تنص على انسحاب التواجد العسكري الإسرائيلي من معبر رفح بشرط عدم فتحه إلا في حضور السلطة الفلسطينية ومراقبين من الإتحاد الأوربي - بالإضافة إلى اعتباره إسرائيل الدولة المحتلة للأراضي الفلسطينية والمسؤولة عما يدخل ويخرج إلى أراضي القطاع عبر المعابر. وأضاف أن حماس تريد معبر رفح لها وحدها مستشهدا بمنع حماس خروج حجاج فلسطينيين عبر معبر رفح لأداء فريضة الحج.

## الحرب على الإنترنت بين الطرفين

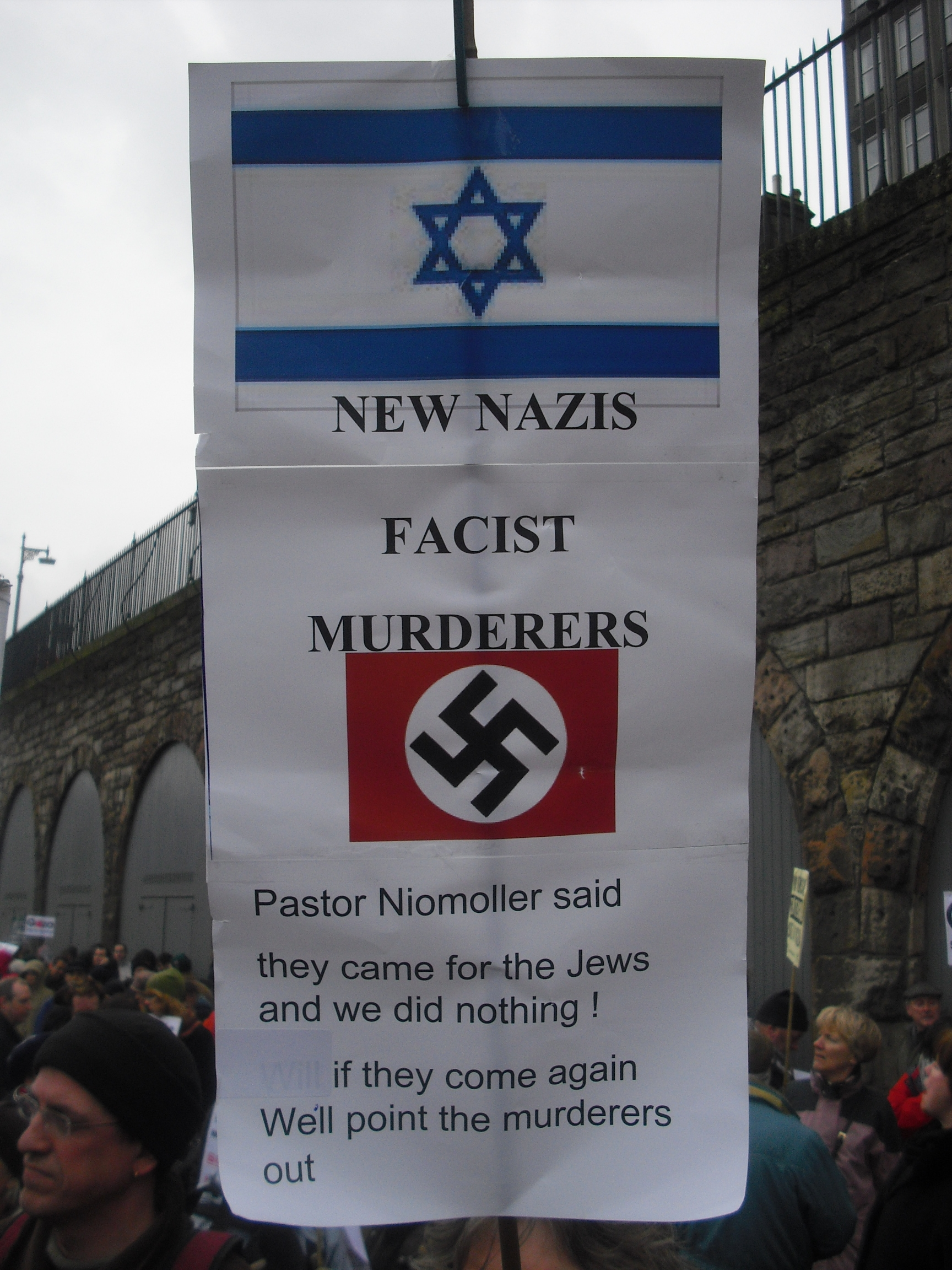
متظاهر يرفع يافطة تحتج على الهجوم الإسرائيلي على غزة

المعركة بين إسرائيل وحركة حماس امتدت إلى موقعي يوتيوب وفيس بوك الشهيرين، ونشرت صحيفة تايم أون لاين البريطانية في مقال اعتبرت فيه أن القادة العسكريين والسياسيين في إسرائيل قرّروا عبر الوسائل الإلكترونية إيصال رسائلهم لكل مستخدمي الإنترنت، وهو الأمر الذي دفع الجيش الإسرائيلي إلى إنشاء صفحة له على قناة يوتيوب، وأفادت الصحيفة أن أكثر من أربعة آلاف شخص انضموا إلى يوتيوب من جيش الدفاع بِدءاً من يوم 29 ديسمبر 2008.
أما بالنسبة لحركة حماس فقد قامت بعرض مقاطع وصور للهجوم الإسرائيلي، وإلى جانب المقاطع والصور وضعت رسائل تدعو إلى تدمير إسرائيل، حسب قول الصحيفة.
وداخل المعركة الإلكترونية نمط آخر بقيام من سمّتهم الصحيفة بالهاكرز المؤيدين لحماس بإغلاق مئات المواقع الإسرائيلية، وقالت إن ثلاثمائة موقع إسرائيلي أُطيح بها من الشبكة الإلكترونية.
وقد تمكن فلسطينيون من اختراق موجات بث إذاعة الجيش الإسرائيلي وقاموا ببث بيانات «حماسية» عبر أثير الإذاعة تدعو إلى المقاومة.
وقالت صحيفة «يديعوت أحرونوت» صباح اليوم الأربعاء 31 ديسمبر 2008 بأن عناصر من حركة حماس استطاعت اختراق موجة البث الخاصة بإذاعة الجيش الإسرائيلي جنوب البلاد، وتبث من حين إلى آخر بيانات حماسية تدعو إلى المقاومة وأضافت الصحيفة أن إذاعة الجيش الإسرائيلي حاولت منع هذا الاختراق، وأنه من حين إلى آخر تُسمع هذه البيانات عبر الإذاعة.
وتعتقد الإذاعة الإسرائيلية أن البث من حركة حماس يبعد عن الحدود مسافة 10 كيلو مترات، مشيراً إلى أن هذا الاختراق ليس الأول حيث تم اختراق محطة راديو الجنوب وبُثت عبره بيانات حماسية.
وقد اخترق الجيش موجة البث الخاصة بإذاعتي الأقصى والقدس المحليتين وبث عبرها بيانات للتأثير على معنويات المواطنين.

## الحرب النفسية
تمثلت الحرب النفسية بالإضافة إلى الحرب الاعلامية بإلقاء منشورات فوق غزة تطالب مرة بالإخلاء ومرة بالاتصال على هاتف معين للإبلاغ عن المقاومين، أو الاتصال على المواطنين لإخلاء منازلهم.

## مطالب حماس وإسرائيل لإيقاف الحرب

### مطالب إسرائيل
- توقف إطلاق الصواريخ على إسرائيل من غزة بشكل تام
- منع التهريب التام للأسلحة إلى غزة
- التهدئة الدائمة

### مطالب حماس
أما مطالب حماس لوقف العدوان فتتمثل بما يلي:
- وقف العدوان على غزة
- فتح المعابر بشكل دائم
- تعويض شعب غزة عن الدمار الذي أصابه
- انسحاب القوات الإسرائيلية من قطاع غزة
- رفض التهدئة الدائمة
- رفض القوات الدولية

## التحركات الدبلوماسية
- مجلس وزراء الخارجية العرب.
- المبادرة المصرية.
- المبادرة الدبلوماسية التركية.
- قرار مجلس الأمن رقم 1860.
- قمة غزة الطارئة في الدوحة.[109]
- إضافة بند العدوان على غزة على جدول أعمال القمة العربية الاقتصادية بالكويت 2009
- القمة الدولية الطارئة في شرم الشيخ يوم الأحد 18 يناير 2009 بحضور خمسة رؤساء دول أوروبية

- مؤتر إعمار غزة - في مصر

## التأثيرات الاقتصادية للحرب
- دفعت الحرب على غزة أسعار النفط للارتفاع بنسبة 50% خلال 13 يومًا من بدء الحرب[110]، حيث ارتفع سعر برميل النفط في سوق طوكيو للسلع في 6 يناير إلى ما يقارب 46 دولاراً بناء على مخاوف من المستثمرين من تفاقم التوتر في منطقة الشرق الأوسط نتيجة الحرب التي تشنها إسرائيل على قطاع غزة.[111]